# Тюрк, Алекс
Алекс Тюрк (фр. Alex Türk) — французский политик, сенатор Франции

## Биография
Родился 25 января 1950 г. в Рубе (департамент Нор). По профессии юрист, доктор юридических наук. В 1985-1994 годах преподавал публичное право в университете Лилля. Был членом партии Объединение в поддержку республики, но в 1992 году вышел из неё и в дальнейшем предпочитал обозначать свою принадлежность как "разные правые". 
24 сентября 1992 был впервые избран в Сенат Франции, затем переизбирался в 2001 году. На выборах сенаторов 2011 года возглавил собственный список и был в третий раз избран в Сенат. В 2004-2011 годах был президентом Национальной комиссии по информатике и свободам (CNIL).
В выборах в Сенат 2017 года не участвовал.

## Занимаемые выборные должности
1978 - 1983 — член муниципального совета, вице-мэр города Марк-ан-Барёль 

03.1983 - 22.03.1992 — член Регионального совета Нор-Па-де-Кале 

1989 - 1995 —  член муниципального совета города Лилль 

13.10.2002 - 16.03.2008 — член Генерального совета департамента Нор от кантона Лилль-Центр 

24.09.1992 - 01.10.2017 — сенатор Франции от департамента Нор.